# Esenbeckia incerta
Esenbeckia incerta är en tvåvingeart som först beskrevs av Luigi Bellardi 1859.  Esenbeckia incerta ingår i släktet Esenbeckia och familjen bromsar. Inga underarter finns listade i Catalogue of Life.